# Борислав Дреновски
Борислав Томов Дреновски е български политик от Българските национални легиони.

## Биография
Роден е на 16 декември 1912 г. в Оряхово. Принадлежи към най-активните легионерски водачи. През 1944 г. е кмет на Малорадска селска община. Заедно с други /общо 18/, наречени Първи легионерски център, в края на 1946 г. е изправен пред съд и получава тежка присъда – затвор.